# 名鉄ト1形貨車
名鉄ト1形貨車（めいてつト1がたかしゃ）とは、かつて名古屋鉄道で運用されていた木造貨車（無蓋車）である。

## 概要
- 元は瀬戸電気鉄道の貨車ト1 - 10、ト15 - 38であり、1904年（明治37年）〜1912年（大正元年）名古屋電車製作所で製造された2軸無蓋車である。製造当初の荷重は7.0tであったが、1922年（大正11年）に改造し荷重は10.0tとなる。1937年（昭和12年）から1941年（昭和16年）にかけて床に鋼板を貼る改造を行っている。
- 1939年（昭和14年）に名古屋鉄道が瀬戸電気鉄道を合併。1941年（昭和16年）に形式変更によりト1形（1 - 34）となる。1962年（昭和37年）に2両（1・3）が、側板の撤去、回転枕木の設置などの改造を行い10ｔ積長物車チ90形（91・92）となる。
- ト1形は主に瀬戸線などで運用されていたが、貨物輸送の減少に伴い廃車が進み、最後に残ったのは1966年（昭和41年）に揖斐線に転属した2両（14・15）となった。この2両は黒野検車区に常駐していたが、2005年（平成17年）12月15日に廃車となる。チ90形は1975年（昭和50年）に形式消滅する。

## 主要諸元
- 最大寸法：

全長：6,593mm
全幅：2,590mm
全高：1,708mm
- 自重：6.0t
- 荷重：10.0t

## 保存車両
- 揖斐線で廃車された15は三岐鉄道に譲渡され、三重県いなべ市の貨物鉄道博物館に静態保存されている。
- かつては豊田市鞍ヶ池公園で、ト1形（1）[注 1]が電気機関車デキ300形（302）とワフ70形緩急車（71）と編成を組んで静態保存されていたが、2003年（平成15年）に解体された。